# Xorides depressus
Xorides depressus är en stekelart som först beskrevs av Holmgren 1860.  Xorides depressus ingår i släktet Xorides, och familjen brokparasitsteklar. Enligt den finländska rödlistan är arten starkt hotad i Finland. Arten är reproducerande i Sverige. Artens livsmiljö är naturskogar. Inga underarter finns listade.